# 南洲里 (高雄市)
南洲里為高雄市旗山區屬下的行政區劃。根據截至2025年4月（民國114年4月）的統計，該里有18鄰，561戶，1268人。

## 歷史
今日行政區南洲里不含東南端及西南端為日治初期被稱為「溪州庄」範圍，隸屬於羅漢外門里，行政上隸屬於蕃薯藔辨務署。1901年11月，全台設置二十廳，該庄隸屬於蕃薯藔廳，於1903年6月編入「溪州區」。1909年10月，合併二十廳為十二廳，溪州區改隸屬於阿緱廳。1920年10月1日，行政制度改編為高雄州旗山郡旗山街。
1945年中華民國接收台灣後，改旗山街為旗山鎮；改保甲為里鄰。1950年10月1日，高、屏分治，旗山鎮仍隸屬於高雄縣。2010年12月25日，南洲里因為高雄縣、市合併而隸屬於直轄市高雄市。

## 外部連結
- 高雄市旗山區公所里政專區 （页面存档备份，存于）